# Hydrocotyle poeppigii
Hydrocotyle poeppigii är en växtart i släktet Hydrocotyle och familjen araliaväxter.
Arten är en mindre buske som förekommer i södra och mellersta Chile. Den beskrevs av Augustin Pyrame de Candolle 1830.